# پاتریس برژرون
پاتریس برژرون (فرانسوی: Patrice Bergeron‎؛ زادهٔ ۲۴ ژوئیهٔ ۱۹۸۵) بازیکن هاکی روی یخ اهل کانادا است.
وی همچنین برندهٔ جوایزی همچون جام استنلی شده‌است.